# Thierville-sur-Meuse
Thierville-sur-Meuse je francouzská obec v departementu Meuse v regionu Grand Est. Žije zde přibližně 3 200 obyvatel.

## Poloha obce
Obec leží severozápadně od města Verdun, v jeho těsném sousedství. Je tak součástí aglomerace Verdunu.

### Sousední obce
| Růžice kompasu | Marre                    | Charny-sur-Meuse     |                      | Růžice kompasu |
| Růžice kompasu | Fromeréville-les-Vallons | Sever                | Belleville-sur-Meuse | Růžice kompasu |
| Růžice kompasu | Fromeréville-les-Vallons | Thierville-sur-Meuse | Belleville-sur-Meuse | Růžice kompasu |
| Růžice kompasu | Fromeréville-les-Vallons | Jih                  | Belleville-sur-Meuse | Růžice kompasu |
| Růžice kompasu |                          | Verdun               |                      | Růžice kompasu |